# Jannes Horn
Jannes Kilian Horn (Braunschweig, 6 de fevereiro de 1997) é um futebolista profissional alemão que atua como defensor.

## Carreira
Jannes Horn começou a carreira no Vfl Wolfsburg.